# Begleitung (Musik)
Die Begleitung (früher auch oft Akkompagnement von französisch accompagnement) ist jenes musikalische Material, das zusätzlich zu einer Melodiestimme erklingt, um sie harmonisch und rhythmisch zu stützen. Dies kann von einfachen Akkorden zur Begleitung eines Volksliedes bis zum aufwendig und differenziert gestalteten Orchestersatz einer Opernarie reichen.
Viele Musikstücke kommen erst durch die Begleitung wirklich zur Geltung: Das erste Thema des langsamen Satzes aus Beethovens 7. Sinfonie zum Beispiel besteht zum Großteil aus einer Wiederholung des Tones e, die nur durch die darunter liegenden Akkorde Sinn erhält, aber auch Songs wie Somethin’ Stupid oder die Beatles-Nummer Julia klingen ohne Harmonien und Gegenstimmen hohl und uninteressant.
Eigentlich gibt es nur zwei Arten von Musik ohne Stimmen mit Begleitcharakter: Zum einen die rein einstimmige Musik und andererseits die absolute Polyphonie aus lauter gleichberechtigten Stimmen, wie sie beispielsweise in der Renaissance-Motette zu finden ist.

## Einfache Liedbegleitung
Unter einfacher Liedbegleitung versteht man eine Begleitung, die sowohl rhythmisch als auch melodisch auf Verzierungen und künstlerische Ausgestaltung verzichtet. Häufig wird sie auf Zupf- und Tasteninstrumenten, vornehmlich Gitarre und Klavier, umgesetzt. Ein Merkmal von einfacher Liedbegleitung ist, dass sie häufig nicht exakt oder gar nicht ausnotiert wird, sondern durch Akkordsymbole oder eine Rhythmusnotation schriftlich dargestellt wird. Einfache Liedbegleitung wird häufig beim Musizieren unter Laien oder in spontanen musikalischen Situationen angewendet, wird aber auch in „ernster Musik“ eingesetzt. Häufig gewählte Beispiele für einfache Liedbegleitung sind das Gitarrenspiel am Lagerfeuer, die Begleitung eines Laienchors am Klavier oder die Begleitung von Schülervorträgen durch die Lehrkraft.
Diatonische Melodien in Dur-Moll-Tonalität lassen sich im Allgemeinen mit den drei Hauptfunktionen Tonika (I. Stufe), Subdominante (IV. Stufe) und Dominante (V. Stufe) begleiten, da die Dreiklangstöne dieser Akkorde jeden möglichen Melodieton abdecken und diese Hauptfunktionen das Festigen eines harmonischen Zentrums und einer Tonart ermöglichen. Eine solche einfache harmonische Begleitung wird häufig zu Volks- und Kinderliedern praktiziert. Da eine Begleitung für diese Lieder in der Regel nicht ausnotiert ist, erfinden und variieren die Musizierenden eine Begleitung oft spontan und den musikalischen Umständen entsprechend. Ihre Ausgestaltung unterliegt den musikpraktischen Fähigkeiten und musiktheoretischen Kenntnissen des Begleitenden, dem konkreten Begleitinstrument (z. B. Gitarre, Klavier, Keyboard, E-Bass, Ukulele) und der individuellen Musiziersituation.

## Begleitungen im Laufe der Musikgeschichte

### Vor 1600
Die frühesten Formen von Begleitung dürften perkussive Bewegungen im Rhythmus gesungener Melodien gewesen sein, die zunächst am eigenen Körper, später auf Schlaginstrumenten ausgeführt wurden. Die musikalische Erweiterung fand also nur in rhythmischer Hinsicht statt, was sich auch nicht änderte, als höherentwickelte Melodieinstrumente entstanden: In der Antike und anderen Kulturen (bis heute zum Beispiel in der traditionellen chinesischen Oper) bestand die instrumentale Begleitung eines Liedes nämlich im Grunde nur im Mitspielen der Melodie, die dabei mehr oder weniger stark verziert werden konnte.
Der Begriff Begleitung im heutigen Sinne zusätzlicher musikalischer Stimmen konnte also nur durch die Entwicklung der Mehrstimmigkeit entstehen. Auch deren frühe Formen (Antiphon, Responsorium, Kanon) unterscheiden noch nicht zwischen Haupt- und Nebenstimme, erst mit Entstehung des Organums, besonders der provenzalischen Ausprägung, in dem die Oberstimme durch melismatische Verzierungen hervortritt, kann man von einer Emanzipation der Hauptstimme und Unterordnung der anderen Stimmen zur Begleitung sprechen.
Aber auch die Kunstmusik der Renaissance hat mit ihrer strengen Mehrstimmigkeit keine eindeutigen Melodie- und Begleitstimmen, später, mit dem Eintritt der Barockmusik entsteht die Monodie, die diese Zuordnung wieder ermöglicht.

### Generalbass(Basso continuo)
In der Barockmusik wurde vor allem der Basso continuo (Generalbass) verwendet, um Soloinstrumente zu begleiten, zum Beispiel in Sonaten oder monodischen Arien. Der Continuo hatte aber auch im Orchester seinen festen Platz und diente als Grundlage der Harmonie, die dort natürlich auch von anderen Instrumenten mitgetragen wurde. Im typischen barocken Solokonzert italienischen Typs (Vivaldi) werden die Passagen des Soloinstruments nur vom Continuo begleitet, während die Zwischenspiele (Ritornelle) vom ganzen Orchester (mit oder ohne Solisten) gespielt werden.

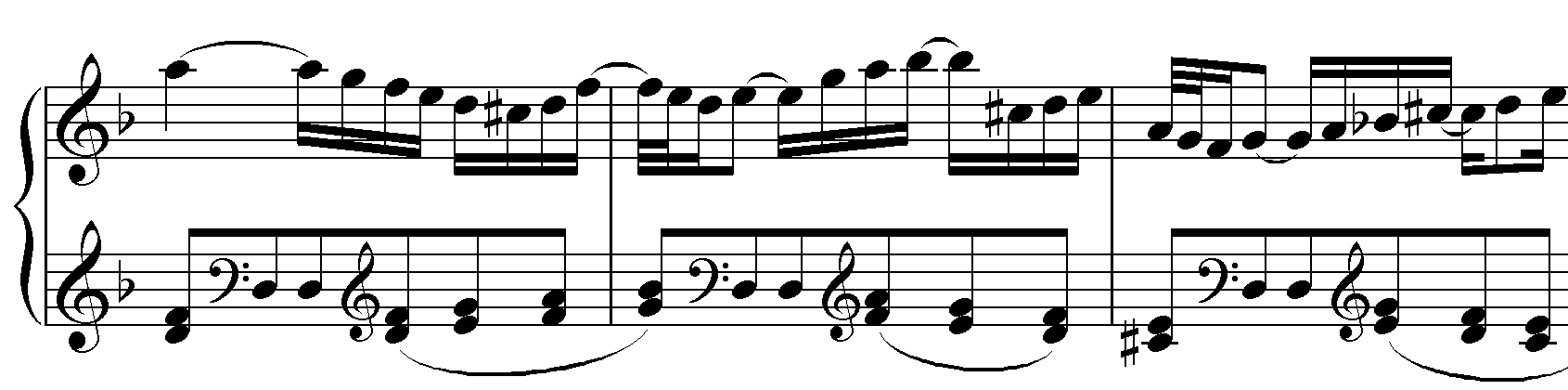
Ostinatobegleitung im Italienischen Konzert

In der Musik der großen Barockmeister finden sich natürlich die verschiedensten Formen und Satztechniken für das Akkompagnement einer Hauptstimme, zum Teil auch ohne Einbeziehung des Generalbasses, wie in der Sonate für 4 Violinen ohne b.c. von Telemann. Bei Johann Sebastian Bach sind folgende zwei Formen typisch:
Einerseits verwendet er häufig Ostinati aus einfachen Motiven, über denen sich lange Melodien fortspinnen, wie in den Mittelsätzen der Violinkonzerte und des abgebildeten Italienischen Konzerts.

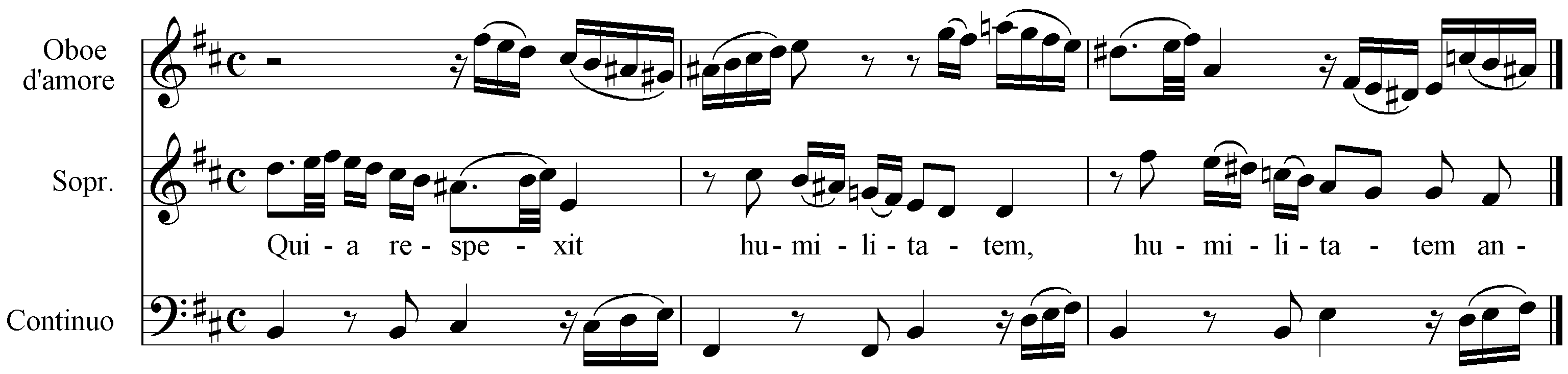
Polyphone Begleitung in der Bach-Arie Quia respexit

Zum anderen gibt es raffiniert gebaute, polyphone Strukturen, wo Begleit- und Solofunktion einander abwechselnd durch mehrere Hauptstimmen gehen. Häufig der Fall ist dies in den Arien mit obligaten Soloinstrumenten aus den Kantaten und Passionen. Die Abbildung zeigt einen Ausschnitt aus dem Magnificat, in der Sopran und Oboe d’amore sich die Hauptstimme teilen.

### Obligates Akkompagnement
In der Mitte des 18. Jahrhunderts nahm die Bedeutung des Basso continuo allmählich ab. In der Orchestermusik, der Kirchenmusik (Orgel) und in der Oper hielt sich die Praxis des Basso continuo (Cembalo oder Fortepiano) noch bis um 1800. Die Komponisten begannen jedoch zunehmend, die Begleitung ihrer Werke genau zu notieren und zu instrumentieren – zuerst in der Kammermusik und im Lied. Dieses obligate Akkompagnement richtete sich zum einen gegen die Freiheit der Besetzung des Generalbasses und zum anderen gegen die Freiheit in Ausführung und Verzierung der Begleitung. Für Improvisationen, wie sie den Cembalisten oder Theorbenspielern im Barockensemble erlaubt, ja sogar abverlangt wurden, war in der Klassik kein Platz mehr, doch der Weg für die psychologisch motivierte Begleitung, wie sie für die Entwicklung des Lieds und der Oper unerlässlich waren, war freigemacht.

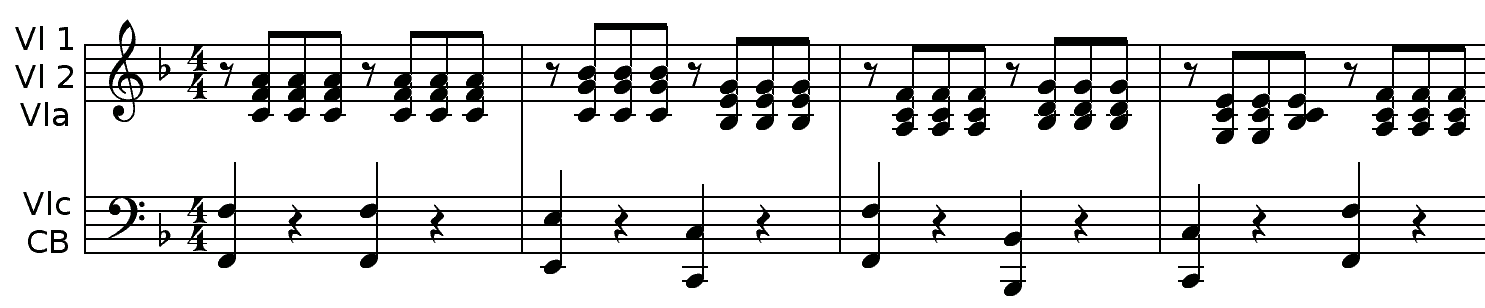
Begleitmuster bei Mozart.

Oft wurden die obligaten Begleitstimmen kunstvoll und unter Weiterentwicklung der barocken kontrapunktischen Technik gestaltet, manchmal aber griffen die Meister auch auf einfache Begleitmuster zurück. Ein typisches Beispiel sind die 4/4-Takt-Begleitungen in den Streichern, die sich in vielen Solokonzerten und Arien von Mozart finden: Auf dem betonten ersten und dritten Schlag spielen Celli und Bässe den Grundton, während die jeweils drei darauf folgenden Achtelnoten von Violinen und Bratschen mit Akkordtönen gefüllt werden.
In vielen Werken wurde auch der Alberti-Bass als obligates Akkompagnement eingesetzt, der besonders in Klaviermusik eine reizvolle Verbindung aus Harmonie und rhythmischer Struktur herstellt.

### Lied und Oper
Schon in den ersten Opern von Claudio Monteverdi zeigt sich, dass der emotionale Gehalt einer gesungenen Melodie und ihrer Textaussage durch eine geeignete Begleitung verstärkt werden kann. Mit chromatischen Durchgängen, fanfarenartigen Akkorden oder Tremoli können in der Barockoper Trauer, Triumph oder Angst ausgedrückt werden.
Mozart geht in seinen Opern noch einen Schritt weiter und offenbart mit subtilen Begleitideen auch die unausgesprochenen Gedanken und Gefühle seiner Charaktere: Im tragikomischen Verkleidungsspiel seiner Oper Così fan tutte existiert neben der oberflächlichen Ebene des Libretto-Textes noch eine zusätzliche Gefühlswelt durch die Begleitung, die sich nicht immer mit den gesungenen Behauptungen der Personen deckt.
Beim Lied wurde die „psychologische Begleitung“, die schon Haydn und Mozart angedeutet hatten, vor allem von Franz Schubert perfektioniert, der den Zuhörer mit wenigen Takten einer Klaviereinleitung in die Stimmung des vertonten Gedichts versetzen kann (Der Lindenbaum) oder aber Spannungen, die der Text aufbaut, im Nachspiel wieder auflöst (Frühlingstraum in der Winterreise). Robert Schumann, Johannes Brahms und Hugo Wolf setzen diese Tradition fort.
Mit der Entwicklung des Leitmotivs als Hauptelement für die Gestaltung des Orchestersatzes einer Oper hatten Komponisten wie Richard Wagner und Richard Strauss ein mächtiges Werkzeug zur Verfügung, mit dem nicht nur die Personen auf der Bühne und ihre Handlungsmotive ausgedrückt, sondern auch abwesende Personen in Erinnerung gerufen werden können: Wenn beispielsweise am Schluss des Rosenkavaliers die Marschallin von den „Männern, so ganz im Allgemeinen“ singt, spürt der Hörer, dass sie damit besonders Octavian meint, weil dessen Leitmotiv dazu erklingt.

### Tänze und Unterhaltungsmusik

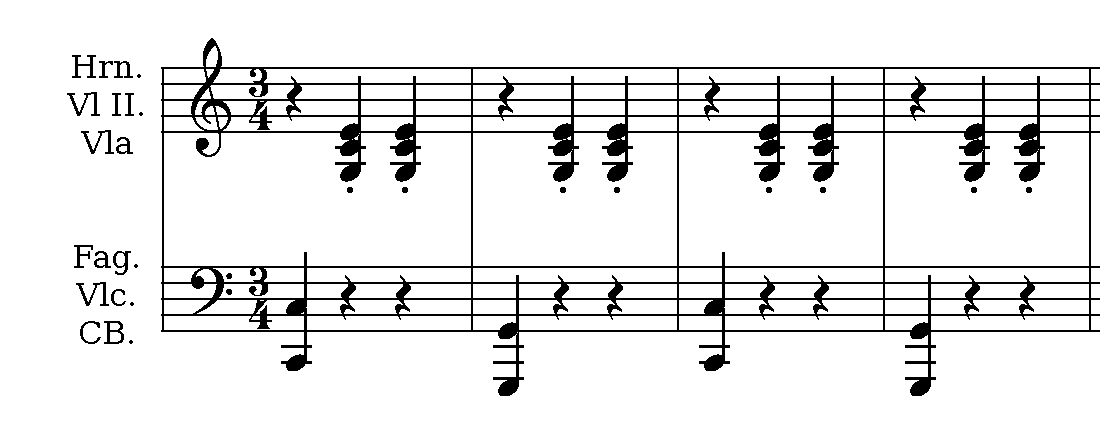
Walzerbegleitung

Die Tänzer der Barockzeit unterschieden die einzelnen Tanzformen durch das Tempo, typische Rhythmen in der Hauptstimme oder einfach durch die Reihung innerhalb der Suite. Auch das Menuett der Klassik hat als Merkmal den 3/4-Takt, das gemäßigte Tempo und die A-B-A-Form, nicht aber ein typisches Begleitmuster.
Erst beim Wiener Walzer wird die charakteristische Begleitung mit der tiefen Note am Taktbeginn, der zwei Nachschläge in höheren Instrumenten folgen, zum klangbildenden Element. Dieses sprichwörtliche Hum-pa-pa-Muster ist zwar schon beim Ländler vorhanden, nun aber wird es das primäre Erkennungsmerkmal des Tanzes.

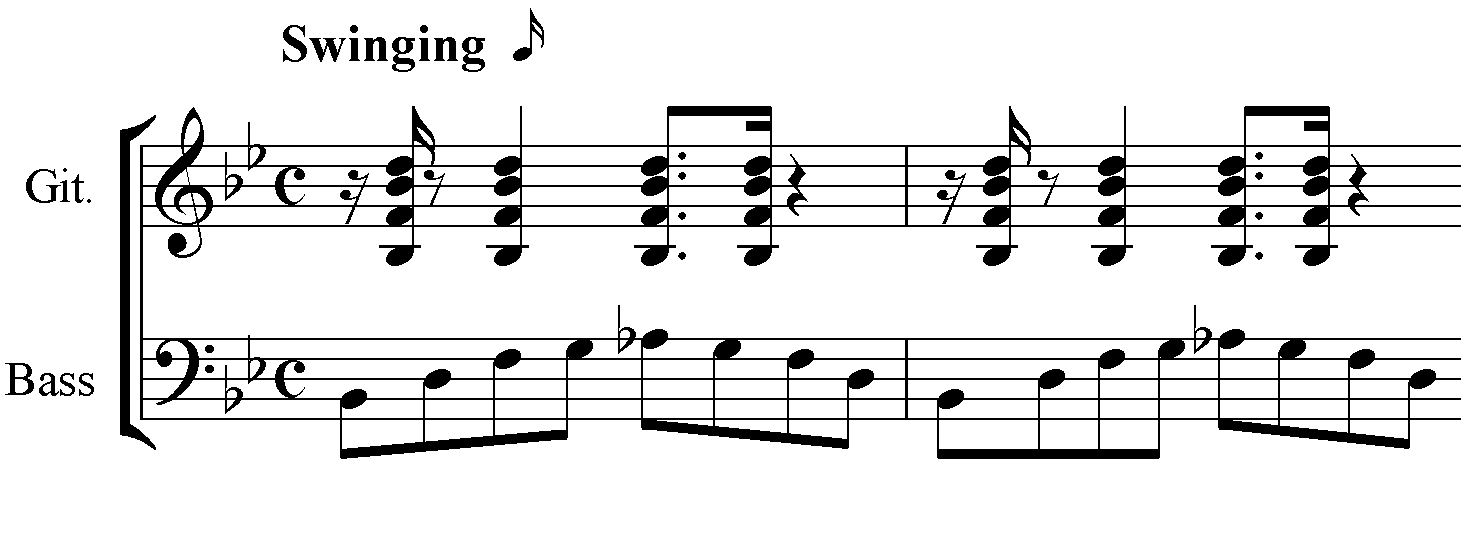
Rock'n'Roll-Begleitung

Wie der Walzer lässt sich auch die Polka leicht an ihrer Begleitung erkennen, in denen sich tiefe Grundtöne und hohe Nachschläge achtelweise abwechseln (in Anlehnung an die Lautmalerei oben könnte man das als Hum-pa-hom-pa-Muster bezeichnen), und gleiches gilt für die meisten anderen Tänze aus dem 19. Jahrhundert.
Auch die Stile der Unterhaltungsmusik des 20. Jahrhunderts lassen sich in erster Linie anhand ihrer Begleitung unterscheiden: Typische rhythmische Muster, charakteristische Harmonien und die Besetzung ermöglichen dem Hörer, auch eine unbekannte Nummer einem konkreten Genre zuzuordnen. Rock-’n’-Roll-Musik lässt sich beispielsweise an den zerlegten Septakkorden im gezupften Kontrabass und an Swing-Offbeats in den Harmonieinstrumenten erkennen.

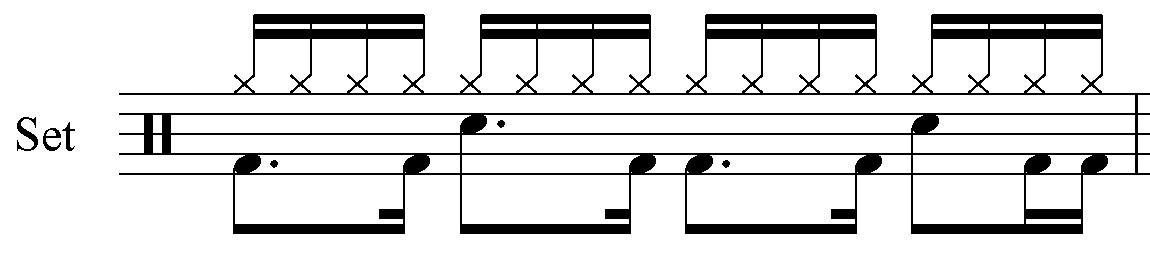
Schlagzeugfigur im Rap

Weitere Beispiele sind die kurzen, abgestoppten Gitarren-Nachschläge des Reggae oder virtuose E-Bass-Läufe im Funk. Beim Rap, in dessen Sprechgesang Melodie und Harmonik eine naturgemäß untergeordnete Rolle spielt, ist die typische Begleitung auch ein rein rhythmisches Muster.
Im Jazz wird die Begleitung in der Regel von der so genannten Rhythmusgruppe gespielt, die aus Schlagzeug, Kontrabass, Klavier oder anderen Instrumenten bestehen kann. Auch hier ist es aber sehr oft so, dass einzelne Musiker zeitweise aus dieser Gruppe solistisch hervortreten. Seltener, vor allem in durchkomponierten Big Band-Arrangements, werden auch andere Jazz-Instrumente mit der Begleitfunktion betraut.

## Über Begleiter und Solisten
Durch alle Phasen der Musikgeschichte zieht sich eine soziale Diskrepanz zwischen den Spielern von Melodieinstrumenten und deren Begleitern. Der zweitere steht, obschon seine Funktion unersetzlich ist, nie im Rampenlicht wie der Solist und wird, da seine Stimme zumeist weniger anspruchsvoll ist, von den virtuosen Melodie-Spielern belächelt. Klassische Musiker machen gerne Bratscherwitze oder solche über Kontrabassisten, im Jazz sind die Rhythmusgitarristen zuweilen Opfer von Hänseleien.
Über das Wesen und die Persönlichkeit eines guten Begleiters haben sich viele Musiker und Theoretiker Gedanken gemacht, Johann Joachim Quantz widmet in seinem Versuch einer Anweisung die Flöte traversiere zu spielen den Pflichten aller begleitenden Instrumentisten gar ein ganzes Kapitel. Hier heißt es unter anderem:
Ein jeder Concertist muß, wenn er eine Ripienstimme (Begleitstimme) spielet, seiner Geschicklichkeit, die er im Concertiren und Solospielen besitzet, auf eine gewisse Art entsagen; und sich aus der Freiheit, die ihm, wenn er allein hervorraget, erlaubet ist, zu der Zeit, wenn er nur accompagniret, so zu sagen in eine Sklaverey zu versetzen. Er darf also nichts hinzufügen, was irgend nur die Melodie verdunkeln könnte: [...] Widrigenfalls würde er eine große Verwirrung in der Melodie anrichten
Dass Begleiter aber auch wichtige Tugenden haben müssen, beschreibt Leopold Mozart im Versuch einer gründlichen Violinschule:
Ein Sologeiger kann ohne grosse Einsicht in die Musik überhaupts seine Concerte erträglich, ja mit Ruhme abspielen; wenn er nur einen reinen Vortrag hat: ein guter Orchestergeiger aber muß viele Einsicht in die ganze Musik, in die Setzkunst und in die Verschiedenheit der Caharakters [...] haben, um seinem Amt mit Ehren vorzustehen.
Heute liegt die Verantwortung eher beim Dirigenten, als bei den einzelnen Musikern, und tatsächlich lässt es sich beobachten, dass gewisse Maestros gerne Solisten begleiten, andere aber lieber mit dem Orchester alleine Symphonien spielen. Auch für die Leitung von Opern braucht ein Dirigent selbstverständlich einen guten Sinn fürs Begleiten, und die großen Opernkapellmeister kann man daran erkennen, dass ihnen eine eigene Interpretation eines Werks gelingt, ohne dabei den Sängern ihre ganze Freiheit zu nehmen.
Ähnlich diffizil ist die Aufgabe des (klassischen) Liedbegleiters, der einerseits die anspruchsvollen Klavierpartien von Schubert- oder Wolf-Liedern bewältigen muss, andererseits aber immer hinter dem Sänger zurücktreten und genau wissen muss, wann welche Lautstärke und welches Tempo angenehm zu singen sind. Meister in diesem Fach waren beispielsweise Irwin Gage, Gerald Moore, Günther Weißenborn und Erik Werba, über die zahlreiche berühmte Sänger in ihren Memoiren Anekdoten erzählen.

## Hörtipps
Es kann eine lohnende Erfahrung für jeden Musikliebhaber sein, sich beim Zuhören nur auf die Begleitung zu konzentrieren. Prinzipiell ist natürlich jedes Musikstück dazu geeignet, für die im Artikel behandelten Gattungen und Komponisten seien aber einige Werke besonders empfohlen:
- Barock: Die Solokonzerte von Antonio Vivaldi und alles von Johann Sebastian Bach
- Oper: Wolfgang Amadeus Mozarts Le nozze di Figaro und Così fan tutte, Richard Strauss’ Rosenkavalier
- Lieder: Franz Schuberts Winterreise oder Robert Schumanns Liederkreis op. 39
- Wiener Tanzmusik: Aufnahmen der Neujahrskonzerte der Wiener Philharmoniker
- Pop: The Beatles: The Beatles